# Bucknell (Oxfordshire)
Bucknell – wieś w Anglii, w hrabstwie Oxfordshire, w dystrykcie Cherwell. Leży 21 km na północ od Oksfordu i 87 km na północny zachód od Londynu. W 2011 miejscowość liczyła 260 mieszkańców.